# Романов, Николай Александрович (генерал-лейтенант)
Николай Александрович Романов — советский военный деятель, генерал-лейтенант.

## Биография
Родился в 1906 году в селе Володятино Гавриловской волости Суздальского уезда Владимирской губернии. Член КПСС.
Окончил Московскую артиллерийскую школу, 1-ю Севастопольскую артиллерийскую школу, Военно-политическую академию им. В. И. Ленина.
В 1929—1935 гг. — командир взвода, командир батареи, военный комиссар 80-го зенитного дивизиона, старший инструктор отдела кадров Политического управления РККА.
В 1938—1949 гг. — помощник начальника отдела кадров Политического управления РККА, начальник отдела общевойсковых кадров управления кадров Главного управления политической пропаганды Красной Армии, начальник отдела кадров политического состава и новых формирований, заместитель начальника управления кадров Главного политического управлений РККА
В 1949—1950 гг. — начальник политического управления Донского военного округа.
В 1950—1953 гг. — начальник политического управления Закавказского военного округа.
В 1957—1959 гг. — заместитель начальника ГУПВ КГБ при СМ СССР по политической части.
В 1959—1960 гг. — начальник УПВ КГБ Прибалтийского округа.
Избирался депутатом Верховного Совета Грузинской ССР 3-го созыва. Делегат XIX съезда КПСС.
После увольнения в запас — писатель, член Союза писателей СССР.
Умер в 1980 году в Москве.

## Награды
- Орден Ленина
- Орден Красного Знамени (трижды)
- Орден Красной Звезды (дважды)